# Christiane Amanpour
Christiane Amanpour Maria Heideh CBE (/ˌkrɪstʃiˈɑːn ˌɑːmənˈpʊər/; tiếng Ba Tư: کریستین امان‌پور, đã Latinh hoá: Kristiane Amānpur; sinh ngày 12 tháng 1 năm 1958) là một nhà báo và người dẫn chương trình truyền hình người Anh gốc Iran. Amanpour là người dẫn chương trình quốc tế chính cho CNN và là người dẫn chương trình phỏng vấn hàng đêm Amanpour của CNN International. Bà cũng là người dẫn chương trình Amanpour & Company trên PBS.

## Tuổi thơ và giáo dục
Amanpour sinh ra ở ngoại ô Ealing phía tây London, là con gái của Mohammad Taghi và Patricia Anne Amanpour (nhũ danh Hill). Cha của bà là người Ba Tư đến từ Tehran. Amanpour được lớn lên ở Tehran cho đến khi 11 tuổi. Cha của bà theo đạo Hồi và mẹ của bà theo đạo Công giáo. Amanpour thông thạo tiếng Anh và tiếng Ba Tư.
Sau khi hoàn thành phần lớn chương trình giáo dục tiểu học ở Iran, bà được cha mẹ gửi đến trường nội trú ở Anh khi bà 11 tuổi. Amanpour theo học Holy Cross Convent, một trường dành cho nữ sinh ở Chalfont St Peter, Buckinghamshire, và sau đó, ở tuổi 16 vào học trường New Hall School, một trường Công giáo La Mã ở Chelmsford, Essex. Christiane và gia đình trở về Anh không lâu sau khi Cách mạng Hồi giáo bắt đầu. Bà nhấn mạnh rằng họ không bị buộc phải rời khỏi quê nhà, mà thực sự đang trở về Anh do Chiến tranh Iran-Iraq. Cuối cùng gia đình bà ở lại Anh, vì rất khó để trở về Iran.